# Bobr
Bobr (biał. Бобр; ros. Бобр)  – osiedle typu miejskiego na Białorusi w obwodzie mińskim w rejonie krupskim, 1,1 tys. mieszkańców (2010), położone 120 km na północny wschód od Mińska.
Bobr leży 10 km od Krupek. Znajduje się tu stacja kolejowa Bobr położona na linii Moskwa – Mińsk – Brześć. W osiedlu dominuje przemysł lekki, drewniany oraz spożywczy.
Pierwsze wzmianki o Bobrze pochodzą z początków XVI wieku. W 1559 roku miasteczko należało do Chodkiewiczów, później przechodziło w ręce Paców, Komarów, Sapiehów i Ogińskich. W 1762 roku miejscowość otrzymała prawa miejskie oraz własny herb. W 1863 roku Bobr liczył 1,1 tys. mieszkańców, a w 1969 roku ponad 3 tys. W 1938 roku miasto formalnie stało się wioską, a od 1941 roku jest osiedlem typu miejskiego.
Do najbardziej znanych mieszkańców Bobra należy białoruski malarz i opozycjonista Aleś Puszkin.